# Fronte Nazionale dell'Iran
il Fronte nazionale dell'Iran (in persiano Jebha-ye Mellī-e Īrān, جبهه‌ ملی ایران) è una organizzazione politica iraniana.

## Storia
Il Fronte nazionale nacque alla fine del 1949 per iniziativa di Mohammad Mossadeq come coalizione di partiti e gruppi, comprendenti socialdemocratici, monarchici costituzionali, islamisti, e facente riferimento ad una base sociale composta in prevalenza da mercanti dei bazar, corporazioni artigiane, piccola borghesia industriale, classe media urbana.
La principale battaglia condotta dal Fronte nazionale fu quella che, un anno dopo la nomina di Mossadeq a primo ministro, avvenuta nell'aprile del 1950, portò alla nazionalizzazione dell'industria petrolifera iraniana, fino ad allora controllata dal Regno Unito.
Durante il governo di Mossadeq il Fronte nazionale fu indebolito dall'ostilità britannica e da quella statunitense oltre che da conflitti interni che portarono alla defezione delle fazioni conservatrici e religiose. Nell'agosto 1953 un colpo di Stato, conosciuto come operazione Ajax, organizzato dalla CIA condusse al rovesciamento del governo e all'arresto di Mossadeq e di altri leader del Fronte Nazionale.
L'organizzazione tornò ad essere attiva nei primi anni sessanta (cosiddetto "Secondo Fronte nazionale"), ma fu soppressa dal regime dello scià Mohammad Reza Pahlavi, così come avvenne dopo la nascita del Terzo Fronte nazionale nel 1965. Tornato protagonista dell'opposizione al regime dal 1977 e poi della prima fase del governo post-rivoluzionario, fu bandito dall'Ayatollah Khomeyni nel 1981 e da allora ha continuato la propria attività in modo informale.